# منتخب جزر كايمان لكرة القدم للسيدات
منتخب جزر كايمان الوطني لكرة القدم للسيدات (بالإنجليزية: Cayman Islands women's national football team)‏ هو ممثل جزر كايمان الرسمي في المنافسات الدولية في كرة القدم للسيدات، يديريه اتحاد جزر الكايمن لكرة القدم.